# L. Heisler Ball

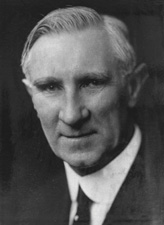
L. Heisler Ball

Lewis Heisler Ball (* 21. September 1861 im New Castle County, Delaware; † 18. Oktober 1932 in Wilmington, Delaware) war ein US-amerikanischer Politiker der Republikanischen Partei. Von 1901 bis 1905 und von 1919 bis 1925 saß er für den US-Bundesstaat Delaware im US-Repräsentantenhaus und im US-Senat.

## Frühes Leben und Familie
Ball wurde im New Castle County als Sohn von John Ball und Sarah Baldwin geboren. 1882 schloss er an der University of Delaware ein Studium ab. 1885 beendete er sein Medizinstudium an der University of Pennsylvania. 1887 machte er sich dann mit einer eigenen Arztpraxis selbstständig. 1893 heiratete Ball Katherine Springer Justis.

## Politische Karriere
Als sich J. Edward Addicks um einen Sitz im US-Senat bewarb, stieß Ball zur Republikanischen Partei. Ball unterstützte Addicks bei seinen letztlich erfolglosen Bemühungen. Sein erstes politisches Amt hatte er von 1899 bis 1901 inne, als er State Treasurer von Delaware war. 1900 kandidierte er dann für einen Sitz im US-Repräsentantenhaus. Sein Mandat trat er 1901 an. Ball vertrat Delaware für eine Legislaturperiode. Ball wurde 1903 in den Bundessenat gewählt, um den seit 1899 vakanten Sitz zu besetzen. Bereits 1905 schied er wieder aus dem Senat aus.
Zwischen 1905 und seinem erneuten Einzug in den Bundessenat war er wieder als Arzt tätig. 1918 kandidierte Ball erfolgreich gegen Willard Saulsbury junior. Bei der Wahl setzte er sich mit 51 % der Stimmen durch. Ab 1919 vertrat Ball Delaware zum zweiten Mal im Bundessenat. Ball war zeitweise Vorsitzender des United States Senate Committee on Enrolled Bills, welches später im United States Senate Committee on Rules and Administration aufging. Zudem war er Mitglied des United States Senate Committee on the District of Columbia. Im Juni 1919 stimmte Ball für den umstrittenen 19. Zusatzartikel zur Verfassung der Vereinigten Staaten. Im August 1921 wurde auf die Autokolonne von Ball mehrmals geschossen, der Senator wurde allerdings nicht verletzt. 1925 schied Ball aus dem Senat aus, nachdem er in der Primary gegen T. Coleman du Pont verloren hatte.
Nach dem Ausscheiden aus dem Senat war Ball wieder als Arzt tätig. Er verstarb 1932 in Wilmington.